# Regionalismo (letteratura)
Il regionalismo è una corrente letteraria legata ai dettagli e alle caratteristiche di una regione in particolare, che si ritrova nelle letterature francese, britannica, tedesca, canadese e statunitense del XIX secolo. In Francia è tuttora presente e vi prende il nome di letteratura del territorio (littérature de terroir). Il contesto è particolarmente importante nella letteratura regionalista: permette di fare allusione a tratti regionali specifici come la parlata dei protagonisti, i costumi o la storia locale, i paesaggi, nonché a elementi di colore locale: frequentemente l'ambientazione è rurale o provinciale.

## In Francia
Il regionalismo è a volte un registro adottato da alcuni scrittori, come George Sand o Pierre Loti (in Ramuntcho), senza che necessariamente costituisca una caratteristica programmatica essenziale dell'opera. È una corrente diffusa in diverse regioni francesi, soprattutto nel Midi (Provenza, con il Felibrismo) o dell'Ovest.
Gli autori regionalisti francesi presentano ciascuno una specificità regionale: usi e costumi delle province dell'Ancien Régime o più spesso coscienza più moderna dovuta alla decentralizzazione amministrativa della Francia; taluni restano fedeli alla lingua francese, altri possono ricorrere a un dialetto.
Fra gli esponenti della letteratura regionalista si possono citare: Jean Alambre per il Limosino, Armand Got per il Périgord e la Guienna, Jean-Pierre Chabrol per la Linguadoca, Jules Barbey d'Aurevilly per la Normandia, Henri Vincenot (La Billebaude, Le Pape des escargots, La Pie saoûle) e Colette per la Borgogna (in particolare la Yonne) o ancora Émile Badel per la Lorena, Christian Laborie e Marie de Palet per il Gévaudan, Jeanine Berducat, Léandre Boizeau e Serge Camaille per il Berry, e quest'ultimo scrittore anche per l'Alvernia, a fianco di Antonin Malroux e Joseph Vebret.
Il regionalismo trovò espressione all'inizio del XX secolo nel teatro popolare, come a Courçay (Indre e Loira), per opera di Hubert-Fillay e Jacques-Marie Rougé.

## In Gran Bretagna

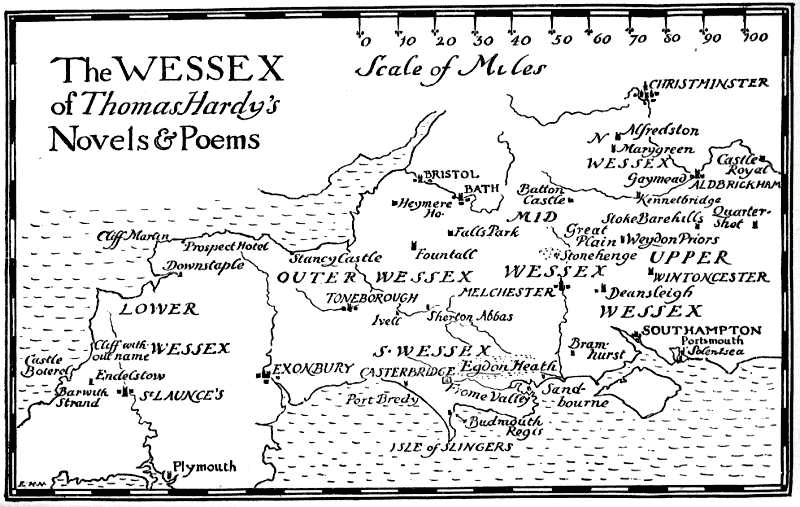
Carta letteraria del Wessex, da Bertram Windle, The Wessex of Thomas Hardy, 1902.

Si può ripercorrere la corrente regionalista inglese con i romanzi di Maria Edgeworth e di Walter Scott, ma le province che descrivono 
Se si possono considerare i romanzi di Thomas Hardy (1840–1928) come rilevanti per questo genere, per il loro forte attaccamento all'ovest dell'Inghilterra (che l'autore chiama Wessex in senso ampio), è molto più discutibile ascrivere al regionalismo i romanzi di Charles Dickens (1812–1870), in cui la satira sociale prende il sopravvento sul radicamento locale dei personaggi.
John Cowper Powys è stato considerato il successore di Thomas Hardy: Wolf Solent, Les Enchantements de Glastonbury (1932), nonché Les sables de la mer (1934) e Camp retranché (1936) possono essere definiti  «romanzi alla Thomas Hardy », perché come in Hardy, l'ambientazione vi gioca un ruolo importante e il legame con le caratteristiche locali impregna la vita dei personnaggi. il suo primo romanzo, Wood and Stone, fu significativamente dedicato a Thomas Hardy; e il suo ultimo romanzo sull'Inghilterra occidentale, Maiden Castle, si svolge a Dorchester, che Thomas Hardy immortalò con il nome di Casterbridge, e costituisce in qualche modo il contrappunto a Il sindaco di Casterbridge (romanzo) di Hardy. Mary Butts (1890–1937) è un'autrice modernista, i cui romanzi evocano anch'essi l'atmosfera del Wessex. 

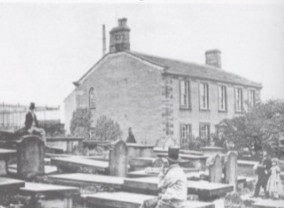
Il prete di Haworth dopo la morte di Patrick Brontë.

Fra gli altri scrittori considerati regionalisti vi sono le sorelle Brontë, con il loro legame al West Yorkshire. In 1904, la romanziera Virginia Woolf visitò la loro dimora di Haworth e pubblicò su The Guardian del 21 dicembre un resoconto del suo viaggio. Mise in rilievo la simbiosi fra il villaggio e le sorelle Brontë: 
Mary Webb (1881–1927), Margiad Evans (1909–1958) e Geraint Goodwin (1903–1942) hanno descrito i paesaggi gallesi; invece George Eliot (1801–1886) si dedicò ai borghi rurali delle Midlands, come Arnold Bennett (1867–1931) si soffermò sul bacino industriale dello Staffordshire e sulla conurbazione nascente di Stoke-on-Trent. Richard Doddridge Blackmore (1825–1900), uno dei più grandi romanzieri inglesi della seconda metà del XIX secolo, condivide con Thomas Hardy il legame alla costa occidentale dell'Inghilterra e un forte senso territoriale. Celebre ai suoi tempi per il suo senso dell'osservazione e il suo amore per la natura, si può dire che egli rappresentò per il Devon quello che Walter Scott aveva rappresentato per le Highlands e Hardy per il Wessex; tuttavia, Blackmore è oggi conosciuto soprattutto per il suo romanzo Lorna Doone.
Catherine Cookson (1906 – 1998), che aveva trascorso una giovinezza difficile nella bassa valle del Tyne, fu una delle romanziere inglesi più in voga nel XX secolo. Pertanto, la qualifica di regionalista è stata a volta attribuita a romanzi femminili.

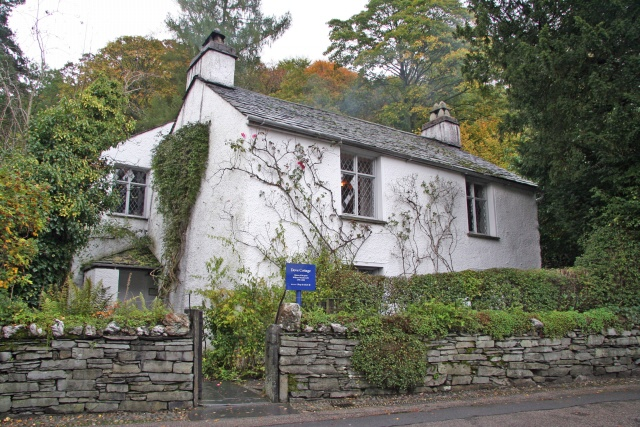
Dove Cottage, a Grasmere sul Lake District, dove William Wordsworth trascorse 14 anni della sua vita.

Se William Wordsworth (1770–1850) può essere associato agli altri laghisti, William Barnes (1801–1886) fu legato al Dorset, soprattutto per l'uso che fece del dialetto di questa penisola; quanto a John Clare (1793 – 1864), è il poeta del Northamptonshire: di scarsa istruzione, costretto a impieghi modesti, Clare resistette alla standardizzazione della lingua inglese sia nella sua prosa sia nelle sue poesie. Per questo atavismo, sfidò la nuova grammatica (che apostrofa con "bitch", e vi comprende l'ortografia) come espressione di un governo tirannico e di una forma di servaggio. Scriveva nel suo dialetto del Northamptonshire, con idiotismi come pooty (per lumaca), lady-cow (per « coccinella »), verbi come crizzle (lo spezzarsi di un ramoscello) e throstle (per designare il canto del tordo).
L'opera di Tennyson (1809–1892) è indissolubilmente legata al Lincolnshire, così come quella di Philip Larkin (1922–1985) è associata ai docks di Hull. Il poema autobiografico di Basil Bunting (1900–1985) intitolato Briggflatts è una meditazione sulla brevità della vita e allo stesso tempo un elogio della cultura e del dialetto del Northumberland, che prende la forma della tragedia del re vichingo Erik Ascia Insanguinata.

## In Germania
Si possono fare risalire le origini del regionalismo tedesco in letteratura ai racconti paesani del periodo Biedermeier: i primi autori del genere sono Jeremias Gotthelf (Der Bauernspiegel, "Lo specchio dei contadini", 1837; Uli der Knecht "Uli il servo", 1841) e Carl Leberecht Immermann (Der Oberhof, "La fattoria capitana"). Così, i precursori saranno gli autori del realismo poetico, come, oltre agli autori già citati, Theodor Storm, Theodor Fontane e Klaus Groth, che hanno riversato nel genere regionalista la nozione di Heimat.
Anche Berthold Auerbach appartiene a questa prima generazione della Heimatliteratur: le sue Schwarzwälder Dorfgeschichten ("Storie paesane della Foresta Nera") e il suo romanzo Barfüßele ("Piedi nudi") avvincono i lettori fino al punto di dare avvio a una vera letteratura del territorio.
Ma furono Ludwig Ganghofer e Peter Rosegger a trarre il maggiore beneficio da questa nuova tendenza. Rosegger lanciò la rivista letteraria, Heimgarten, nel 1876, 23 anni dopo il successo della rivista per famiglie Die Gartenlaube.
Sotto il regime nazista, le tematiche e i tratti caratteristici del romanzo del territorio furono sfruttati per alimentare il paradigma della letteratura Blut und Boden. Sebbene la politica culturale del regime favorisse questa tendenza, occorre riconoscere che una gran parte dell'ideologia nazista era presente in germe nella Heimatliteratur dei decenni precedenti.
Dopo la sconfitta nella Seconda guerra mondiale, il romanzo del territorio sopravvisse grazie alle riviste, ai teatri regionali, ai cinema e in certe serie televisive, diventando una forma di letteratura popolare.
Gli autori austriaci Hans Lebert (Die Wolfshaut, "La Pelle del lupo", 1960), Thomas Bernhard (Frost, "Gelo", 1963) e Gerhard Fritsch (Fasching, 1967) sono all'origine della corrente regionalista critica (Antiheimatroman): i loro personaggi sono in balia dell'atmosfera pesante, angosciante e minacciosa della campagna. Un autore come Reinhard P. Gruber (Aus dem Leben Hödlmosers, Dalla vita di Hödlmoser, 1973) si compiacque di deridere i tratti tipici del romanzo del territorio, compiendo una feroce caricatura del genere.

## Negli Stati Uniti
Il regionalismo conobbe una grande fortuna negli Stati Uniti dalla metà del XIX secolo all'inizio del XX secolo. Subì l'influenza congiunta del romanticismo e del realismo: pur attenendosi alla restituzione credibile di una regione (parlata, maniere, tratti ambientali), gli autori infarciscono i loro racconti di elementi esotici o inattesi, con personaggi a tinte forti; così in Mark Twain, senza dubbio il più celebre rappresentante del regionalismo statunitense insieme con Sarah Orne Jewett.

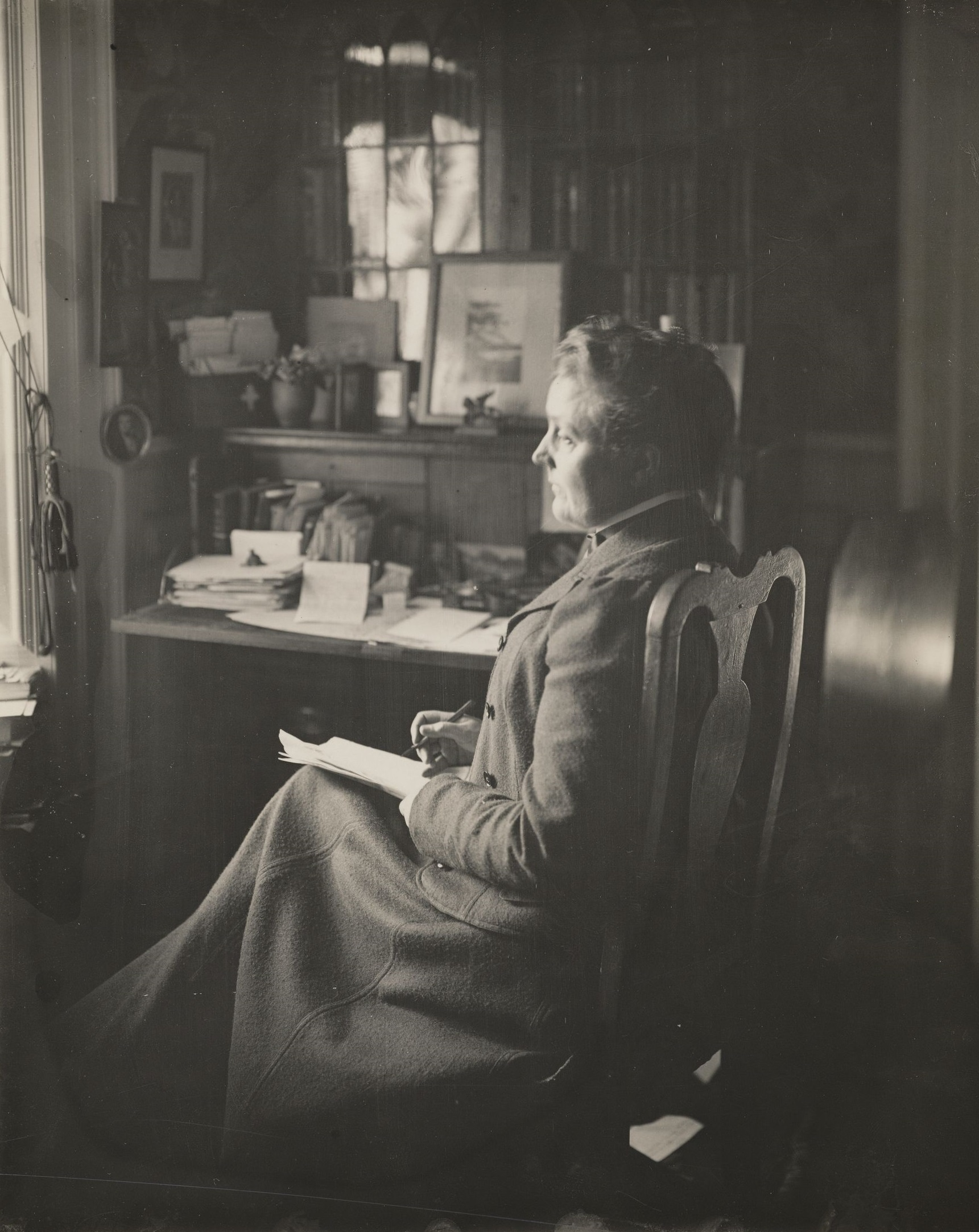
Fotografia di Sarah Orne Jewett

La critica letteraria stima che questa corrente letteraria, sebbene abbia preservato certe identità regionali statunitensi e in particolare quelle degli Stati del Sud, abbia contribuito a rinsaldare la federazione dopo la guerra di secessione. Aggiunge che 
 
Richard Brodhead, in Cultures of Letters, stima da parte sua che 
L'esponente più celebre del regionalismo statunitense, specialmente per i suoi romanzi e novelle che hanno per ambientazione la costa orientale degli Stati Uniti e soprattutto il Maine, è Sarah Orne Jewett.